# Puchar Polski w piłce nożnej plażowej 2015
Puchar Polski w piłce nożnej plażowej 2015 – 13. edycja Pucharu Polski w piłce nożnej plażowej, który odbył się w dniach 2-5 lipca 2015 roku na plaży w Sopocie pod patronatem Polskiego Związku Piłki Nożnej. W tym turnieju został wyłoniony najlepszy zespół w Pucharze. Na turnieju zostało rozegranych 27 meczów przy 20 drużynach. Zespół KP Łódź po raz drugi w historii zdobył Puchar Polski.
Pierwszą bramkę w turnieju zdobył Paweł Friszkemut z Hemako Sztutowo w 2. minucie meczu z Bryzą Sztutowo.

## Drużyny
Początkowo w turnieju miało wystąpić osiem drużyn, lecz z udziału zrezygnowała młodzieżowa drużyna Team Słupsk.
| Zespół                               | Grupa | Wynik        | Uwagi                                     |
| ------------------------------------ | ----- | ------------ | ----------------------------------------- |
| Becpack Firtech Beckerarena Warszawa | VII   | faza grupowa |                                           |
| Boca Gdańsk                          | III   | IV miejsce   |                                           |
| Bryza Sztutowo                       | II    | faza grupowa |                                           |
| Detailking Tonio Team Sosnowiec      | V     | ćwierćfinał  |                                           |
| Futsal & Beach Soccer Kolbudy        | VI    | ćwierćfinał  |                                           |
| Grembach Łódź                        | IV    | III miejsce  |                                           |
| Hemako Sztutowo                      | II    | II miejsce   | Piąte w historii i z rzędu drugie miejsce |
| Hemako Sztutowo Junior               | III   | faza grupowa | Debiutant                                 |
| ICAR Poker Team Lublin               | V     | faza grupowa | Debiutant                                 |
| KP Łódź                              | I     | I miejsce    | Drugi tytuł drużyny w historii i z rzędu  |
| KU AZS SAN Łódź                      | III   | faza grupowa |                                           |
| Milenium Gliwice                     | IV    | faza grupowa |                                           |
| Pro-Fart Głowno                      | I     | faza grupowa |                                           |
| Red Devils Chojnice                  | II    | ćwierćfinał  |                                           |
| Siwex Eltax Niedrzewica Duża         | IV    | -            | Drużyna zrezygnowała z gry                |
| Sport Pub Rapid Lublin               | VII   | faza grupowa |                                           |
| Stralco Strzelce Krajeńskie          | VI    | faza grupowa | Debiutant                                 |
| Vita Sport Zdrowie Garwolin          | V     | faza grupowa |                                           |
| WIMA Sea Lions Team Słupsk           | VII   | ćwierćfinał  |                                           |
| Wodomex Bojano                       | VI    | faza grupowa |                                           |
| Zgoda Chodecz Beach Soccer Team      | I     | faza grupowa | Debiutant                                 |

## Finał
| 5 lipca 2015 15:10 | KP Łódź '4 Konrad Kubiak '9 Igor Sobalczyk | 2:0(2:0, 0:0, 0:0) | Hemako Sztutowo | Sopot |
|                    |                                            |                    |                 |       |

## Nagrody indywidualne
Najlepszy zawodnik turnieju: Adam Bogacz (Grembach Łódź)

Król strzelców: Karol Domjan (Boca Gdańsk) - 9 bramek

Najlepszy bramkarz: Marcin Wolski (Hemako Sztutowo)

Wyróżnienie trenera reprezentacji: Bogusław Saganowski (Hemako Sztutowo)

## Informacje marketingowe
Organizatorzy: Polski Związek Piłki Nożnej, agencja reklamowa brand band

Partner główny: Miasto Sopot

Partnerzy wspierający: drukarnia Vipro, producent wody Nata Aqua

Patronat medialny: serwis trójmiasto.pl, Radio Gdańsk, Pomorska.TV